# 2019年地震列表
2019年地震列表列举于2019年全年内被各国地震研究机构所纪录下的显著地震。本列表主要列入地震震级7级以上的地震，而造成了人员伤亡或具有科学研究价值的地震亦会予以列入。

## 列表
- 2019年帕斯塔薩地震
- 2019年花蓮地震
- 2019年呂宋地震
- 2019年秘魯地震
- 2019年自贡地震
- 2019年宜賓地震
- 2019年内江地震
- 2019年资中地震
- 2019年山形地震
- 2019年里奇克莱斯特地震
- 2019年棉兰老岛地震
- 2019年阿爾巴尼亞地震
- 2019年南達沃地震